# Mort à Gandhi
Mort à Gandhi est le 81e roman de la série SAS, écrit par Gérard de Villiers et publié en 1986 dans la collection Plon (Presses de la Cité). Comme tous les SAS parus au cours des années 1980, le roman a été édité lors de sa publication en France à 100 000 exemplaires.
L'action se déroule courant octobre 1986 en Inde. 
Malko Linge est envoyé en Inde pour empêcher l'assassinat du premier ministre Rajiv Gandhi par des Sikhs extrémistes.

## Personnages principaux

### Américains et alliés
- Malko Linge : héros du roman, Autrichien, agent contractuel de la CIA.
- Alan Prager : chef de l'antenne de la CIA en Inde.

### Personnages indiens
- Amarjit Ohri : journaliste.
- Colonel Pratap Lambo
- Lal Oberoi
- Khalsar Singh
- Kuldip Singh : extrémiste sikh.
- Lal Singh et Ammand Singh : tueurs sikhs.
- Gurnam Azad
- Madhu Gupta

## Résumé

### Contexte historique
Deux ans avant les aventures évoquées dans le roman, Indira Gandhi avait lancé l'Opération Blue Star (juin 1984) au cours de laquelle l'assaut avait été donné contre le Temple d'or d'Amritsar, ce qui avait déchaîné la haine des Sikhs contre elle. Indira Gandhi avait d'ailleurs été assassinée par des Sikhs le 31 octobre de la même année. 

### Intrigue
Lorsque le roman débute, on est début octobre 1986. Malko vient d'être envoyé en Inde pour empêcher l'assassinat du premier ministre Rajiv Gandhi par des Sikhs extrémistes. En effet, un informateur a révélé à Alan Prager, chef de poste de la CIA en Inde, qu'une attaque terroriste doit avoir lieu le 31 octobre 1986 contre le premier ministre, deux ans après la mort de sa mère...

## Autour du roman
Rajiv Gandhi sera effectivement assassiné le 21 mai 1991, non par un Sikh, mais par une militante tamoule.